# Plastophora
Plastophora är ett släkte av tvåvingar. Plastophora ingår i familjen puckelflugor.

## Dottertaxa tillPlastophora, i alfabetisk ordning[1]
- Plastophora aculeipes
- Plastophora afra
- Plastophora aristica
- Plastophora bakeri
- Plastophora beirne
- Plastophora bilobata
- Plastophora brasiliensis
- Plastophora brevicornis
- Plastophora conferta
- Plastophora congolensis
- Plastophora conicicauda
- Plastophora cornigera
- Plastophora cultrata
- Plastophora divergens
- Plastophora dubitata
- Plastophora equitans
- Plastophora fennicola
- Plastophora furcilla
- Plastophora glandulifera
- Plastophora gracilis
- Plastophora hyalina
- Plastophora inflaticosta
- Plastophora longa
- Plastophora lucigaster
- Plastophora luteizona
- Plastophora nudipleura
- Plastophora opilionidis
- Plastophora pallidicornis
- Plastophora persecutrix
- Plastophora pictorufa
- Plastophora postobscura
- Plastophora romphaea
- Plastophora sinuosa
- Plastophora socia
- Plastophora stuckenbergi
- Plastophora tarsalis
- Plastophora tokyoensis
- Plastophora tubulata
- Plastophora usticolor
- Plastophora vicinella